# `Ataq
`Ataq este un oraș din Yemen. În 2004 avea o populație de 470.440 locuitori și este capitala governatoratului Shabwah.